# Germaine François
Germaine François (11 de novembro de 1908 - 23 de fevereiro de 1970) foi uma política francesa. Ela foi eleita para a Assembleia Nacional em 1945 como uma do primeiro grupo de mulheres francesas no parlamento. Ela serviu na Assembleia Nacional até 1956.

## Biografia
Ela foi candidata do Partido Comunista Francês (PCF) no departamento de Nièvre nas eleições de 1945 para a Assembleia Nacional. Candidata em segundo lugar na lista do PCF, foi eleita parlamentar, passando a fazer parte do primeiro grupo de mulheres na Assembleia Nacional. Ela foi reeleita nas eleições de julho de 1946 e actuou na Justiça e na Legislação Geral durante os seus primeiro e segundo mandatos. Ela encabeçou a lista do PCF em Nièvre nas eleições de novembro de 1946, depois das quais se tornou membro da Comissão de Família, População e Saúde Pública. Ela foi reeleita novamente em 1951, mas não se candidatou às eleições de 1956 devido a problemas de saúde e à necessidade de cuidar da sua filha devido aos problemas de saúde do seu marido.
François morreu no 13º arrondissement de Paris em 1970.